# Rouwkievit
De rouwkievit (Vanellus lugubris) behoort tot de familie van kieviten en plevieren (Charadriidae).

## Verspreiding en leefgebied
Deze soort komt voor in zuidoostelijk, centraal en westelijk Afrika.